# Фурісоде

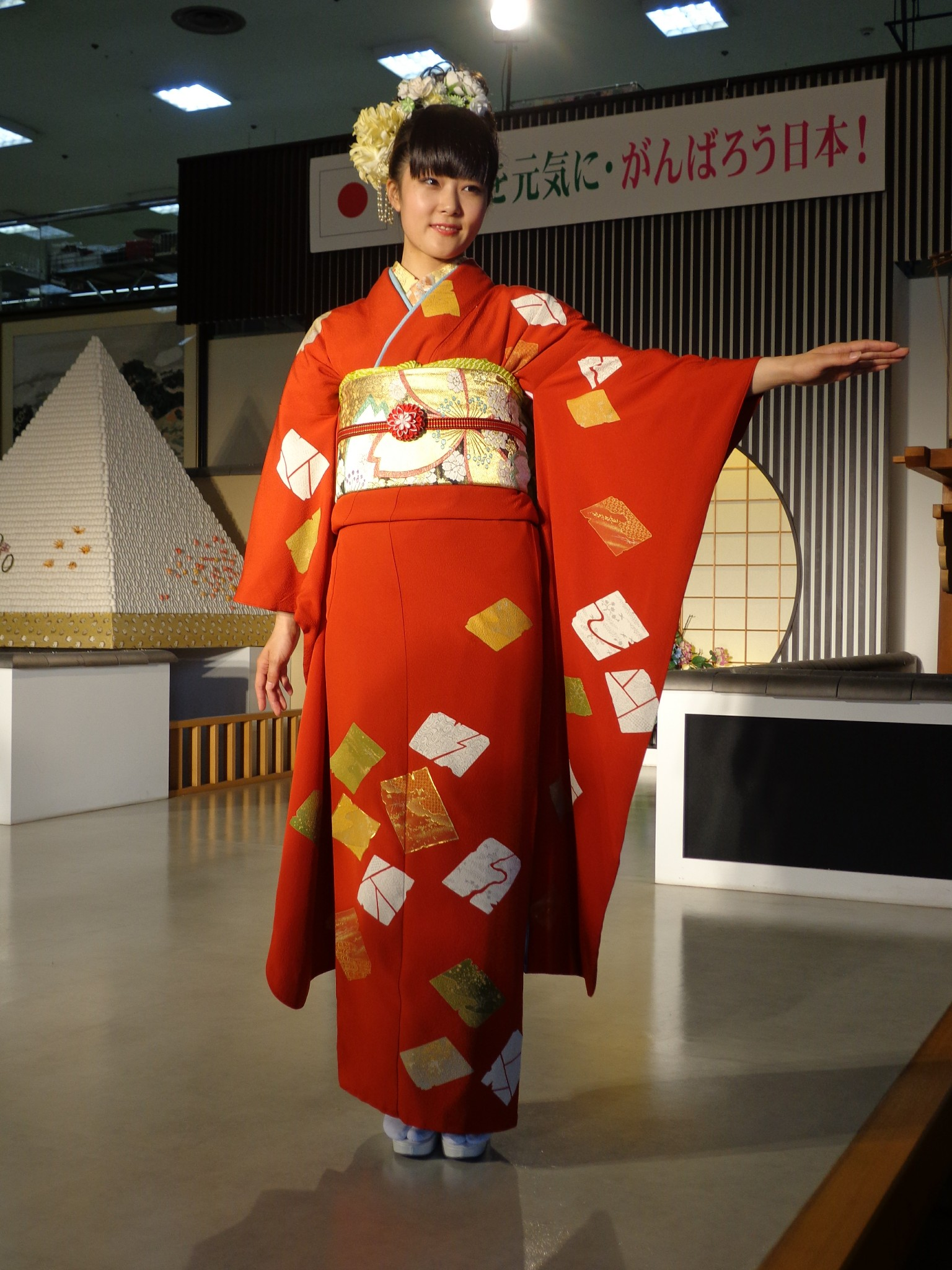
Неодружена японка в фурісоде

Фурісоде (яп. 振袖, «довгорукавка») — різновид кімоно. Як правило, носиться неодруженими жінками. Одягається на особливі свята і заходи, такі як випускний вечір, церемонія повноліття або одруження. Найбільш офіційним одягом вважається той, на якому зображено 5 родових емблем мон.

## Опис
Особливостями фурісоде є барвистість, багата декорованість та довгі рукави. Фурісоде, як і інші офіційні кімоно, в основному виготовляються з шовку і прикрашені яскравими кольорами, щоб відобразити молодість тієї, хто їх носить. 
Класифікують фурісоде за довжиною рукавів — від 55 до 95 см. Відповідно до довжини існує три типи цього вбрання — «велика довгорукавка» (яп. 大振袖), «середня довгорукавка» (яп. 中振袖), «мала довгорукавка» (яп. 小振袖). Рукави, як і у всіх жіночих кімоно, прикріплені до тіла кімоно тільки на плечах, а внутрішній край залишається відкритим за плечима. Таким чином видно нижню частину кімоно (джубан) під час носіння, а також це дозволяє зав'язувати обі (пояс) навколо тіла вище стегон. 

## Використання

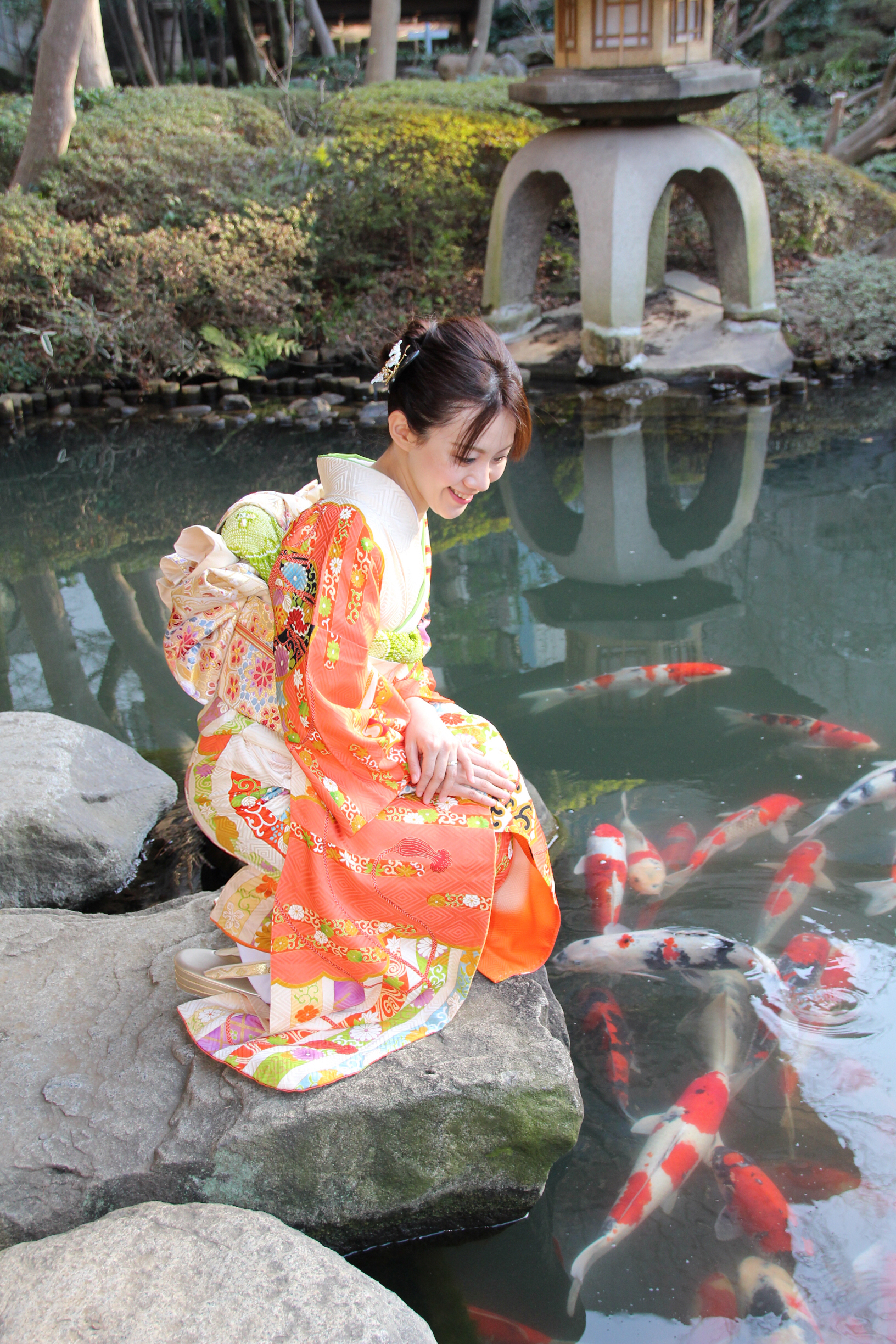
Японка в фурісоде в Японському саду

Фурісоде — це найофіційніший стиль кімоно, який носять молоді неодружені жінки в Японії.
У попередні десятиліття, зокрема до Другої світової війни, фурісоде носили лише молоді неодружені жінки, оскільки шлюб означав кінець вільного життя жінки та початок її переходу до подружнього життя; високий рівень ранніх шлюбів залишав мало жінок неодруженими після 25 років, що означало, що фурісоде ніколи не носили старші неодружені жінки. Хоча фурісоде носили на офіційних заходах, існували й неофіційні фурісоде — іноді з коротшими рукавами та більш стриманим оздобленням — які носили на менш офіційних заходах або в повсякденному житті.
У даний час фурісоде вважаються офіційним одягом, попри існування інших, наприклад юкати (неформальних літніх кімоно) з рукавами у стилі фурісоде. Фурісоде зазвичай носять на офіційних світських заходах, таких як чайні церемонії та весілля. У наш час їх також часто орендують або купують батьки для своїх дочок, щоб ті одягли їх у День повноліття в рік, коли їм виповнюється 20 років.
Правила щодо носіння кімоно також стали менш суворими, і зараз різниця між носінням фурісоде та іншими видами офіційного кімоно полягає скоріше у віці, а не у сімейному стані, і молоді жінки, яким виповнилося понад 20 років, зазвичай носять кімоно з коротшими рукавами. Як одружені, так і неродружені молоді жінки також мають можливість носити інші типи офіційних кімоно з коротшими рукавами на офіційних заходах, такі як іротомесоде з короткими рукавами, а також офіційний західний одяг замість кімоно.

## Історія

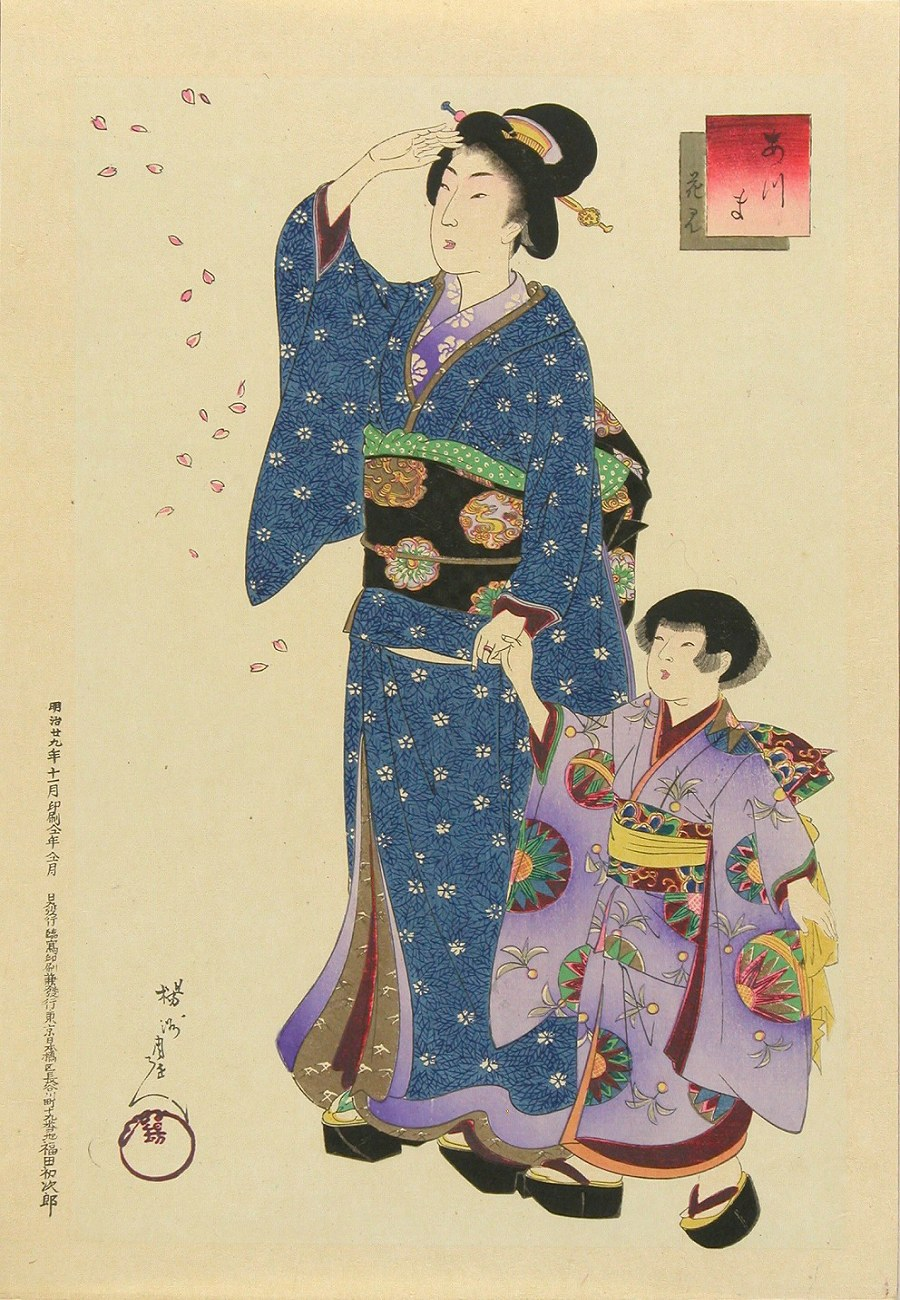
Дівчинка в фурісоде XIX століття з матір'ю (Йошу Чіканобу, бл. 1896 р.)

Фурісоде з'явилося в середині 1500-х як одяг для дітей середнього і вищого класу, який носили як хлопчики, так і дівчатка; дорослі його не носили. Спочатку фурісоде мало відносно короткі рукави і використовувалося як повсякденний одяг тими, хто могли собі це дозволити. Згодом, коли рукави подовжилися і стали більш виразними, фурісоде перетворився на один із видів кімоно, який носили переважно на особливі випадки. Згідно з одним текстом XVII століття, хлопчики могли носити фурісоде до 18 років або до проходження церемонії повноліття, яка зазвичай відбувалася в кінці підліткового віку. Дівчата мали припинити носити фурісоде після одруження або після досягнення 20 років.
Спочатку фурісоде не відрізнялися помітно між статями, але в XIX столітті дизайн тканин став маркованішим. У XX столітті фурісоде стали носити виключно жінки та дівчата, що було частиною зростаючої статевої специфікації дитячого одягу, яка розвинулася під впливом Заходу. Оскільки фурісоде все більше асоціювалися з молодими дорослими жінками, цей термін був вилучений з дитячого одягу з коротким рукавом, який отримав більш загальний термін вакіаке («одяг з відкритими боками»).

## Ціна
Ціна різниться залежно від якості сукна, його обробки, декорованих малюнків та вишивки. Найдешевші коштують від 100.000 до 300.000 японських єн, найдорожчі — понад 1.000.000 єн.

## Галерея

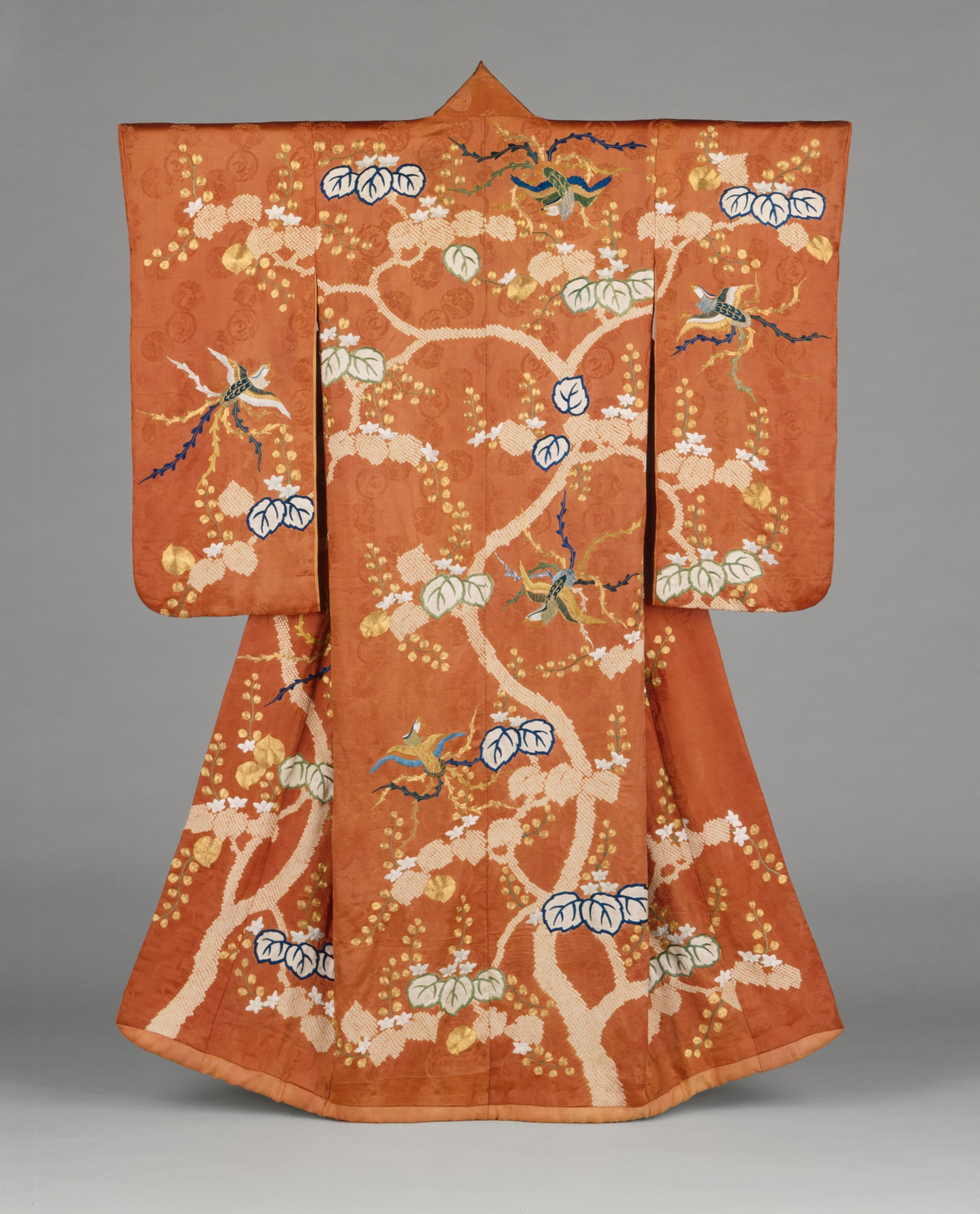
Фурісоде з мотивами дерева павловнія та фенікса, кін.18 - поч. 19 ст., Музей мистецтв Лос-Анджелеса
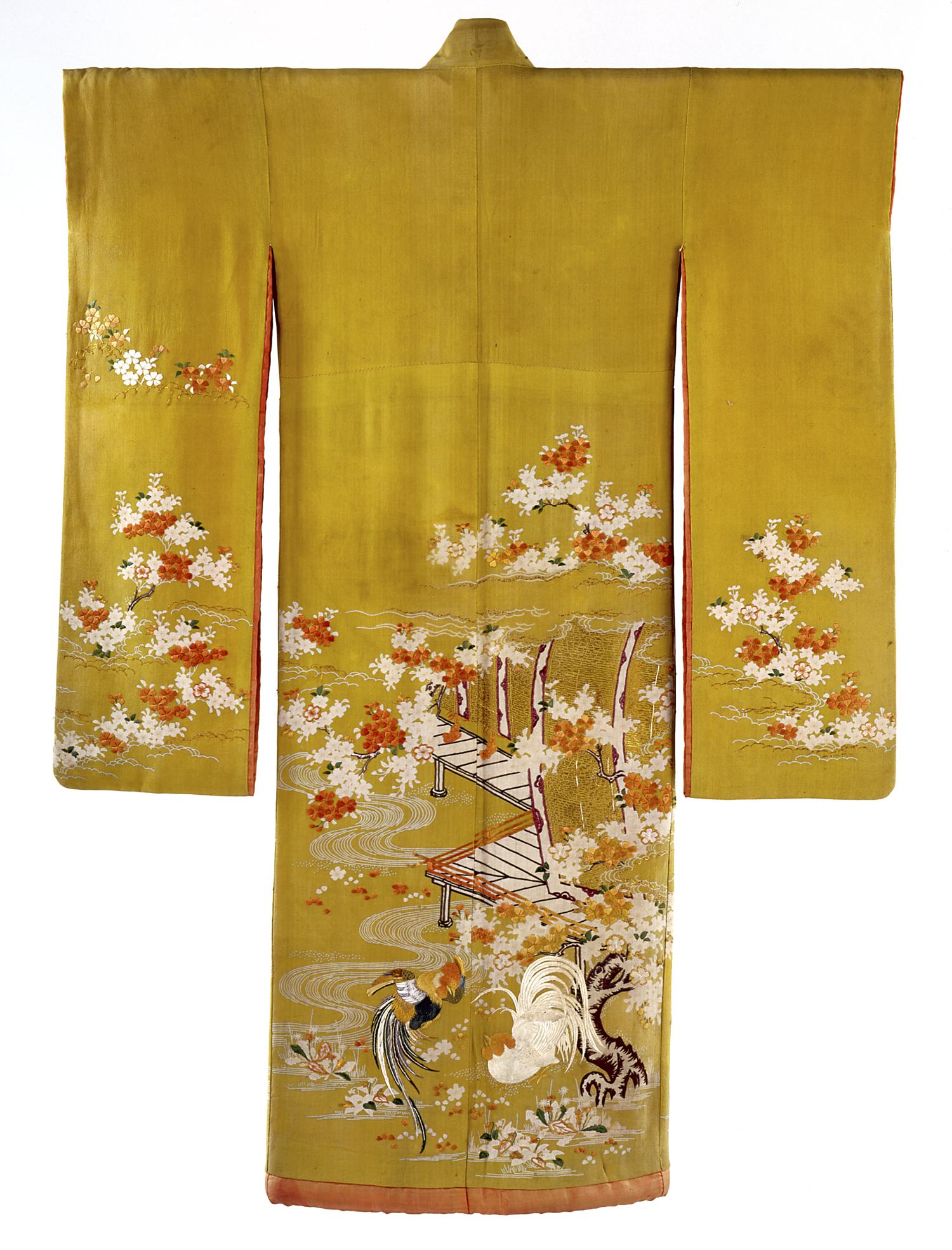
Фурісоде XIX століття, Музей мистецтв Індіанаполіса
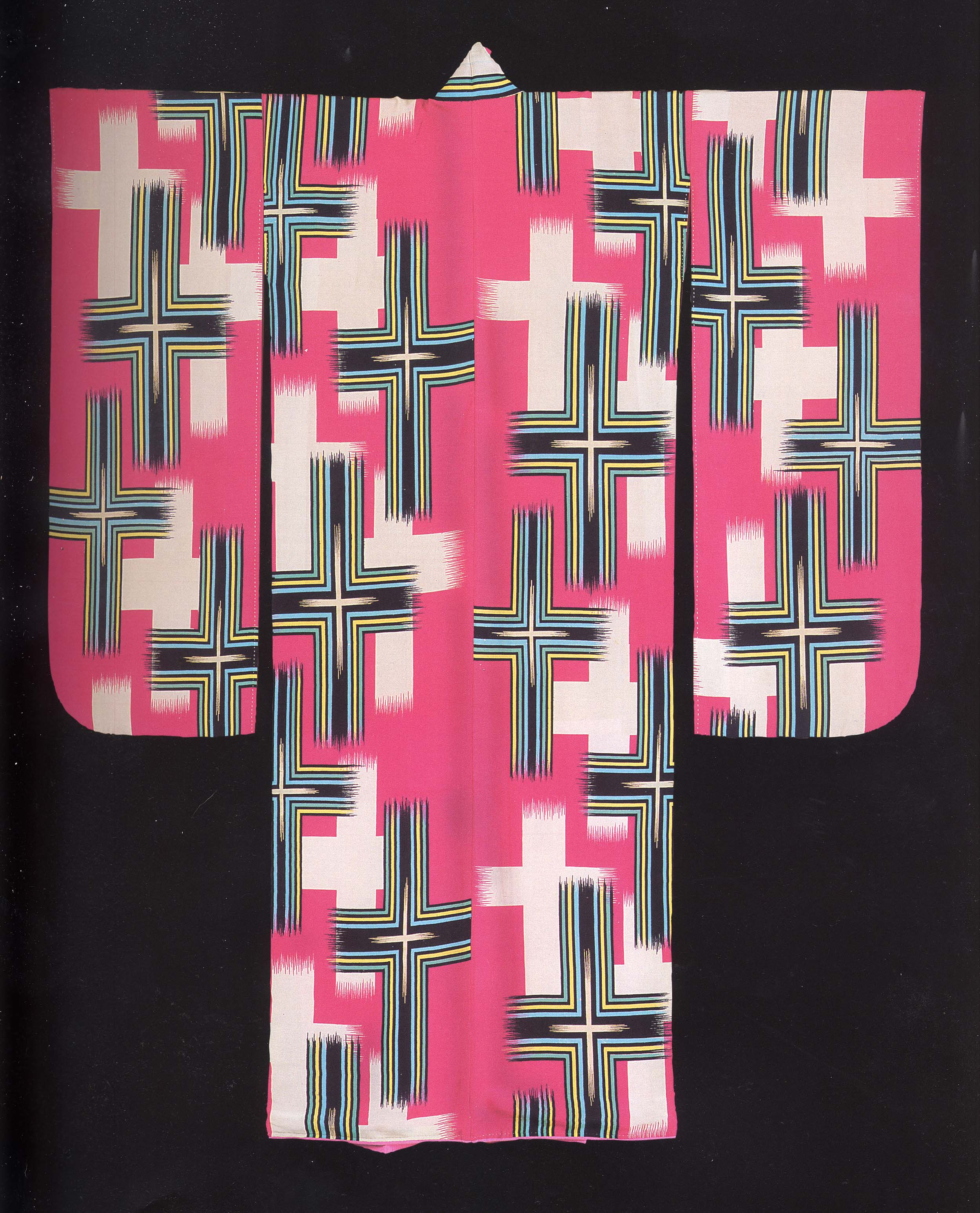
Фурісоде, Японія, 1920–1940 рр., колекція кімоно Халілі
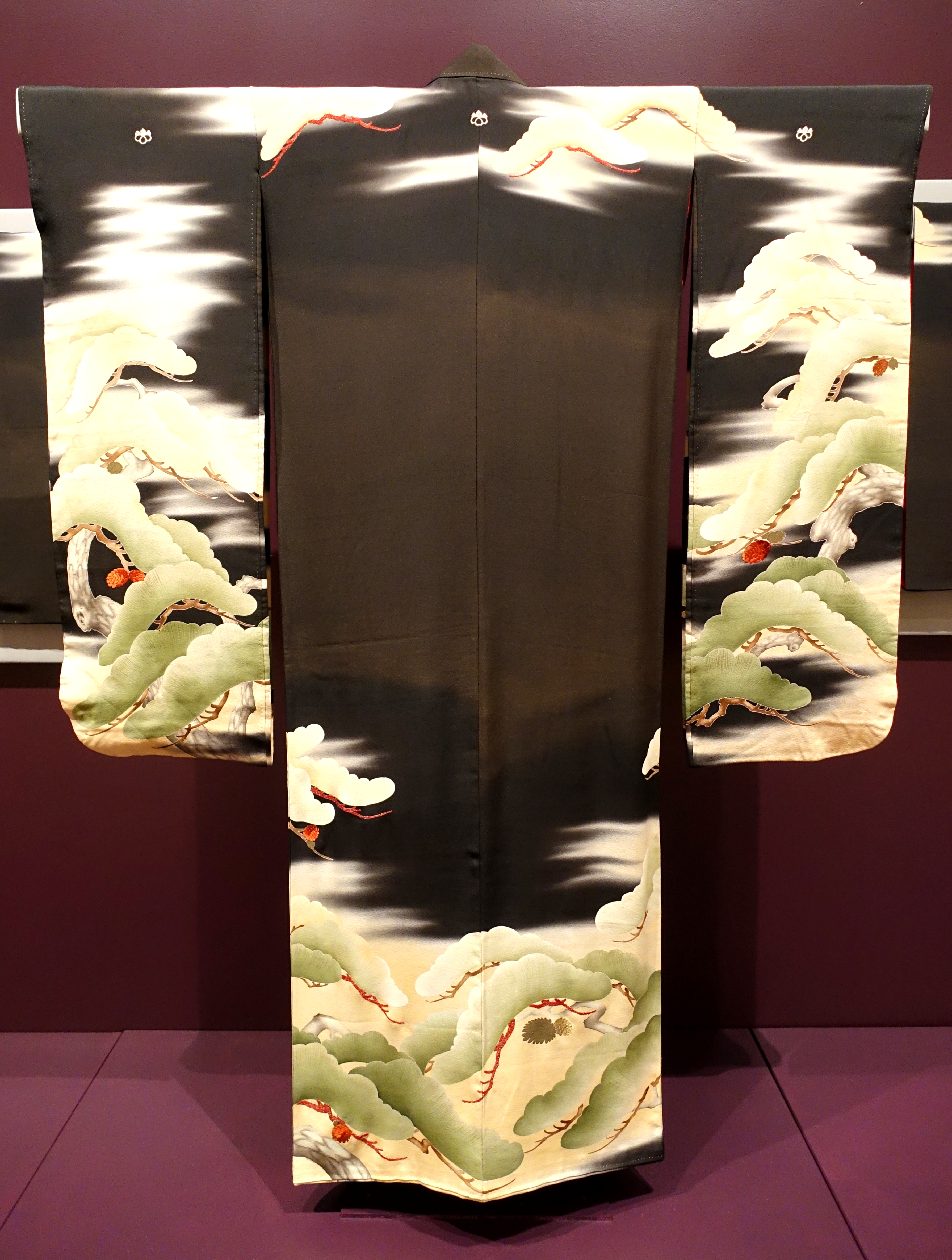
Фурісоде, 1930-ті роки, Музей текстилю (Університет Джорджа Вашингтона)
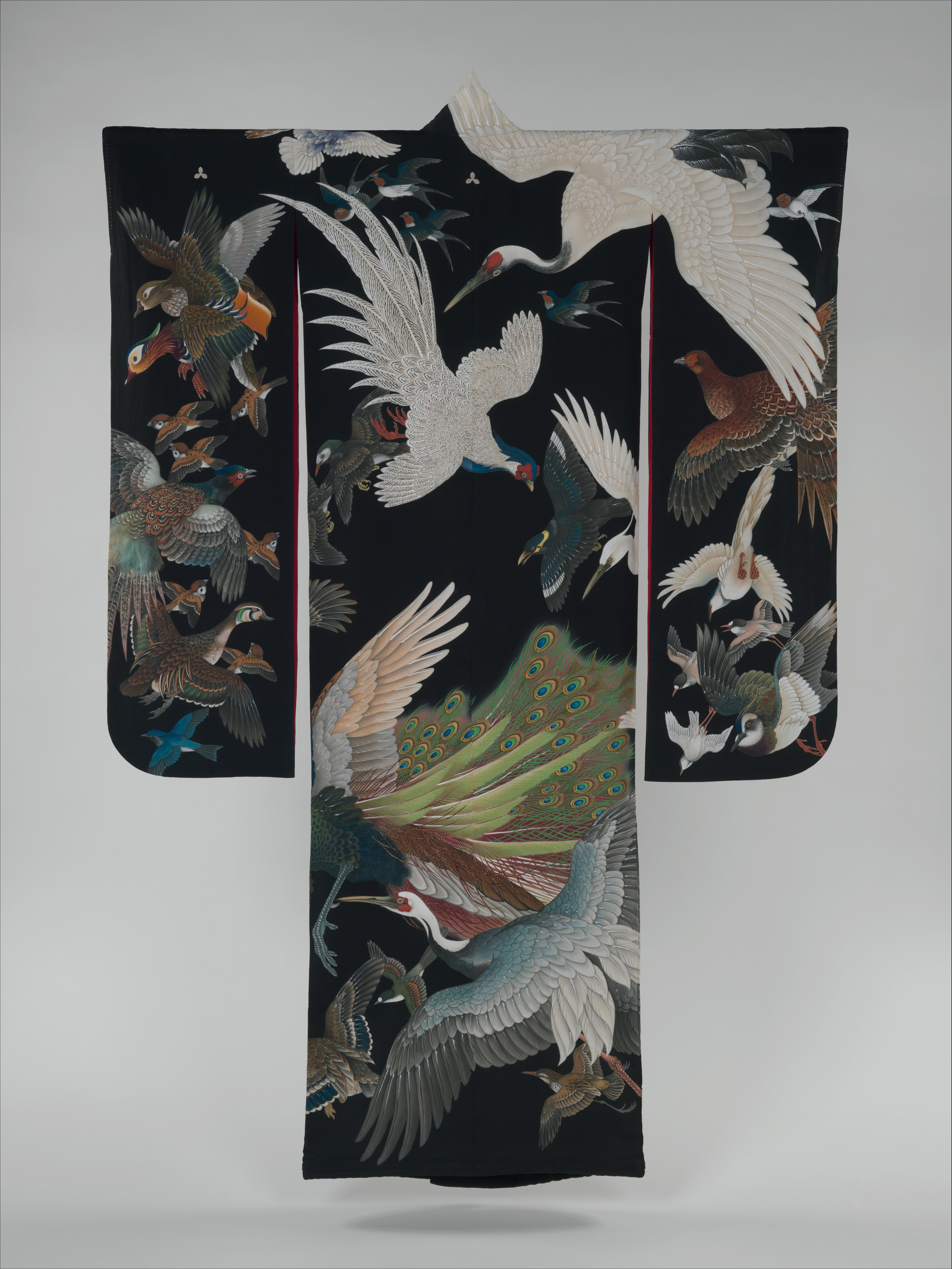
Кімоно з птахами в польоті, 1942 р., Музей мистецтв Метрополітен
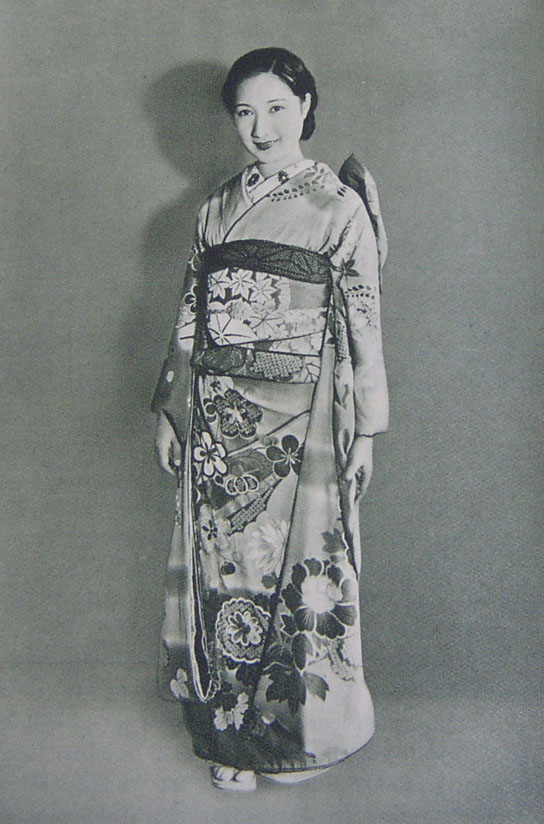
1936 рік, фотографія із книги «Кімоно» Кавакацу Кеніті
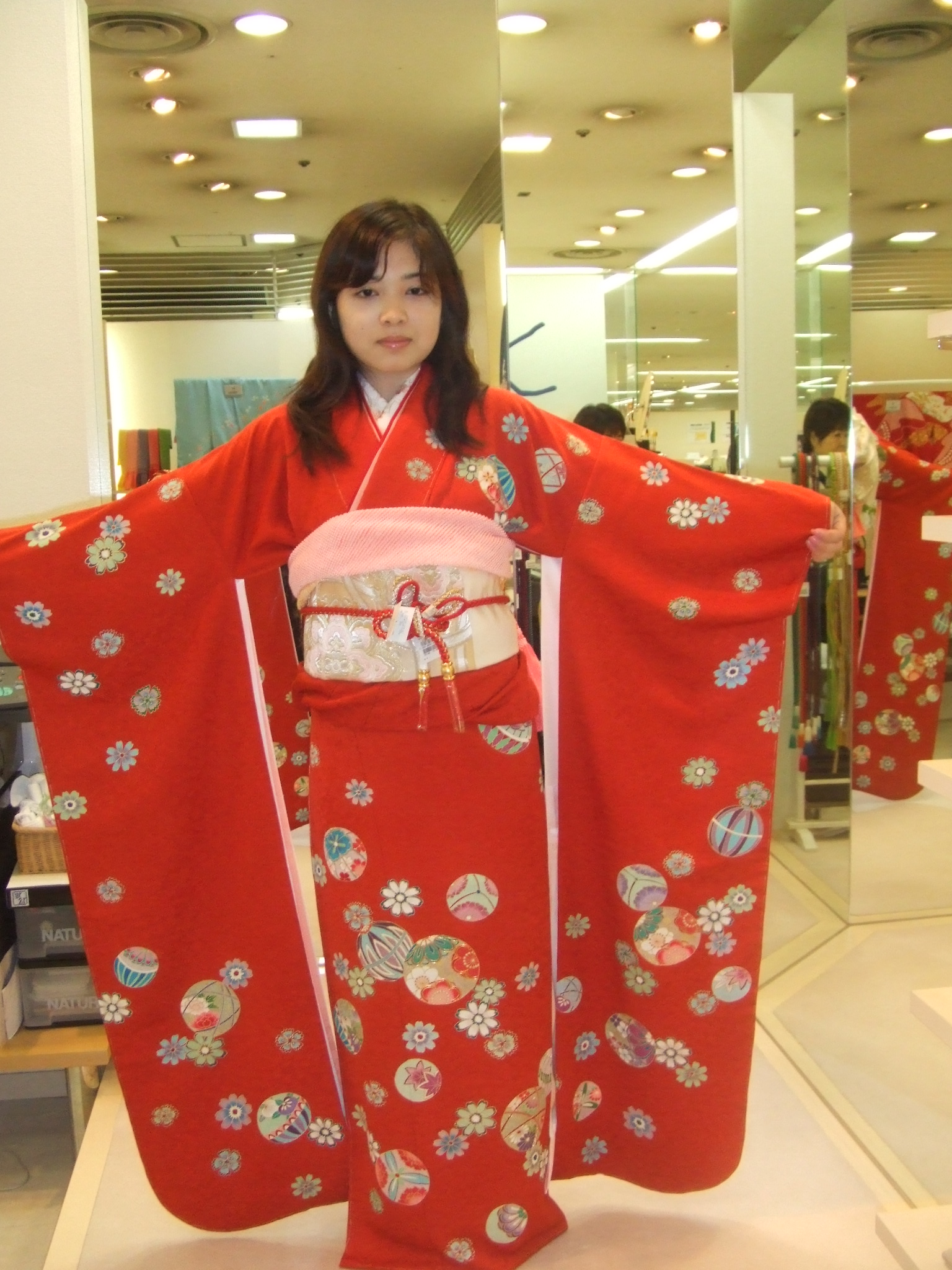
Офурісоде
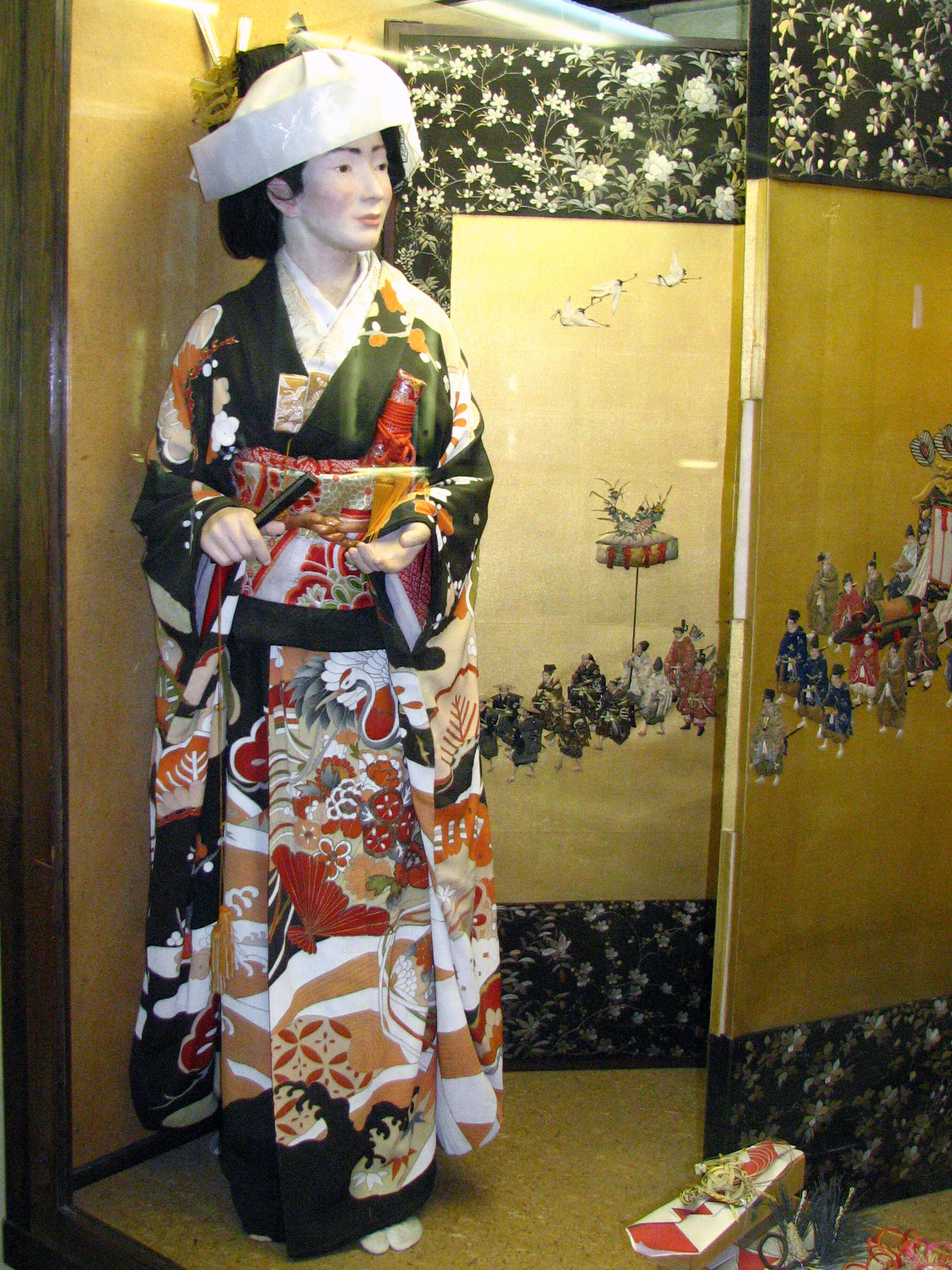
Фурісоде, виставлене в Кунсткамері.
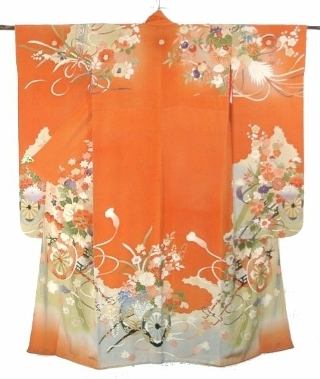
Тюфурісоде